# シェイクスピア準男爵

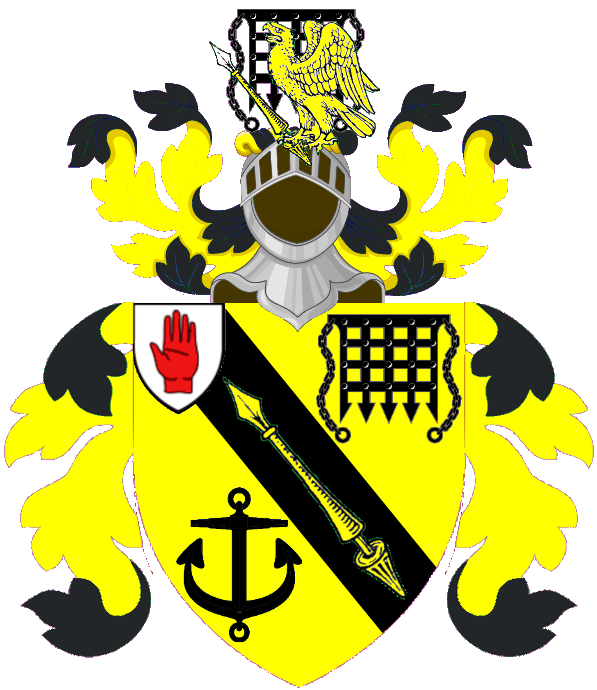
シェイクスピア準男爵家の紋章。

シェイクスピア準男爵（英: Shakespeare baronets）は、イギリスの準男爵、連合王国準男爵位。自由党の政治家ジョフリー・シェイクスピアが1942年に叙されたことに始まる。

## 歴史
シェイクスピア準男爵家はリチャード・シェイクスピア（劇作家・詩人ウィリアム・シェイクスピアの祖父）の系統を引く家柄である。その末裔ジョフリー・シェイクスピア(1893-1980)はウェリンバラ選挙区やノリッジ選挙区選出の庶民院議員として活動し、英自治領政務次官を務めた。彼が1942年7月11日に連合王国準男爵位の「(ノリッジ市におけるレイクナムの)準男爵(Baronet, of Lakenham in the City of Norwich)」に叙されたのが、シェイクスピア準男爵家の嚆矢となった。
その孫にあたる3代準男爵ウィリアム(1966-)はサンダーランド大学において社会学者として教鞭をとったほか、障碍者の権利運動の支援を行っている。彼が2020年現在のシェイクスピア準男爵家当主だが、彼は準男爵の称号を用いてはいない。

## レイクナムのシェイクスピア準男爵（1942年）
- 初代準男爵サー・ジョフリー・ハイザーセイ・シェイクスピア（英語版） (1893–1980)
- 第2代準男爵サー・ウィリアム・ジョフリー・シェイクスピア (1927–1996)
- 第3代準男爵サー・ウィリアム・トマス・シェイクスピア（英語版）（1966 - ）

### 註釈
1. ↑  準男爵位は爵位と異なり、準男爵という肩書だけ与えられる（「○○準男爵」といった形では与えられない）。他の準男爵位と区別する必要がある場合にのみ姓名を付けたり、由来する地名を付けたりして区別する。